# Посейдон Рекс
«Посейдон Рекс» (англ. Poseidon Rex) — науково-фантастичний фільм про гігантських монстрів 2013 року режисера Марка Л. Лестера за сценарієм Рафаеля Джордана. Він вийшов у кінопрокат 22 вересня 2013 року.
Фільм розповідає про гігантського доісторичного підводного динозавра, який був випадково пробуджений підводною бомбою, скинутою шукачами скарбів.

## Сюжет
Поблизу узбережжя Белізу дайвер Джексон разом з декількома іншими людьми пірнає під воду та підриває підводну бомбу, надіючись знайти таким чином скарби. Він змушений робити це на замовлення місцевого кримінального авторитета Таріко, якому Джексон винний гроші. Через вибух бомби Джексон та декілька інших людей знепритомніли. Також бомба пробуджує стародавнього підводного динозавра, схожого на тиранозавра. Він з'їдає декількох дайверів.
Тим часом, на узбережжі, Род зі своєю дівчиною Джейн відпочивають на острові. Вони разом зі своїми друзями вирушають на човні в море, проте натрапляють на непритомного Джексона. Вони забирають його в готель, де він розповідає їм про скарби і просить допомогти. Всі, крім Джейн, погоджуються. В той час Тарік відправляє декількох своїх людей прослідкувати за Джексоном.
У морі група знаходить уламки ще одного човна, а також відірвану людську руку. Сара доходить висновку, що це зробила якась істота. Джексон і Сара пірнають по золото, а Род і Генрі залишаються на човні. Під водою Джексон і Сара знаходять десятки яєць. Сара забирає одне з них на вивчення в лабораторію.
У той час Джей вирішує взяти участь у вечірці на катері, однак на них нападає динозавр. Род і Генрі, які вже були на березі, вирушають спасти Джейн, проте вже пізно. У лабораторії з яйця вилуплюється маленький динозавр, який нападає на Джексона та Сару, але вони зачиняють його в холодильнику. Однак на них нападають Тарік з помічниками, проте Джексон відчиняє холодильник, і динозавр нападає на злочинців, а Джексон та Сара тим часом втікають.
Група разом з береговою охороною вирушають у море вбити монстра, однак їхня спроба зазнає невдачі, через що помирає Генріх. Берегова охорона відвозить групу на берег, а самі вирушають назад, однак їх човен руйнує динозавр, який після цього виходить на сушу. Джексон, Род та Сара сідають у машину поблизу, проте з'являється Тарік, який вимагає грошей. Однак його з'їдає Посейдон Рекс. Групі вдається втекти на машині на закинуту військову базу, де вони намагаються зв'язатися з військовиками по радіо, хоча їм не вдається. Проте, зранку, військові відповідають групі і кажуть, що вони збираються незабаром бомбардувати острів.
Сарі і Роду вдається дістатися до човна, на якому вони починають втікати з острова, в той час як Джексон відволікає Посейдона Рекса на літаку. Проте монстр все одно переслідує човен, та з'їдає Рода. Кілька винищувачів скидають бомби на істоту, після чого в нього стріляє Сара, і він помирає.
Уже пізніше, на березі, Джексон із Сарою вирішують забратися з острова, хоча вони згадують, що все ще не вирішили проблему з яйцями, які тим часом починають вилуплюватися.

## В ролях
| Актор             | Роль                         |
| ----------------- | ---------------------------- |
| Брайан Краузе     | Джексон Шифер, шукач скарбів |
| Енн МакДеніелс    | Сара, морський біолог        |
| Стівен Гельмкамп  | Род                          |
| Кендіс Нунес      | Джейн                        |
| Берн Веласкес     | Генрі                        |
| Гілдон Роланд     | Тарік                        |
| Пулу Лайтберн     | Раф                          |
| Ремо              | Рауль                        |
| Філіп Кок         | капітан Джон                 |
| Пол Гайд          | Аджай                        |
| Джо Рекена        | Азім                         |
| Аарон Лауріано    | Едрік                        |
| Гаррет Бравіт     | Едвардс                      |
| Бенджамін Істердс | командир Блек                |
| Келсі Уотсон      | Вайклефф                     |
| Алекс Белл        | рядовий Картер               |
| Андре Аджибаде    | Джибуті                      |
| Чейз Кілберн      | хлопець на вечірці           |
| Трей Шессер       | хлопець на вечірці           |
| Серапіо Чун       | хлопець                      |
| Керлін Кінг       | помічник Таріка              |
| Джоді Адольфус    | помічник Таріка              |
| Дженніфер Маршалл | військовий технік            |
| Роберт Рекскс     | військовий                   |
| Меліса Джонстон   | дівчина                      |
| Келлі Рейфшнайдер | дівчина                      |
| Джессіка Матіс    | дівчина                      |